# Pivdenne (město v Oděské oblasti)
Pivdenne (ukrajinsky Південне) je přístavní město na břehu Černého moře v Oděské oblasti na Ukrajině. Spolu s Oděsou a Čornomorskem patří mezi tři největší přístavy Ukrajiny a ve skutečnosti s nimi tvoří jedno souměstí. V samotném Pivdenném žilo v roce 2001 bezmála 24 tisíc obyvatel.